# River Taff
River Taff är ett vattendrag i Storbritannien.   Det ligger i riksdelen Wales, i den södra delen av landet, 210 km väster om huvudstaden London.